# Elvis Fatović

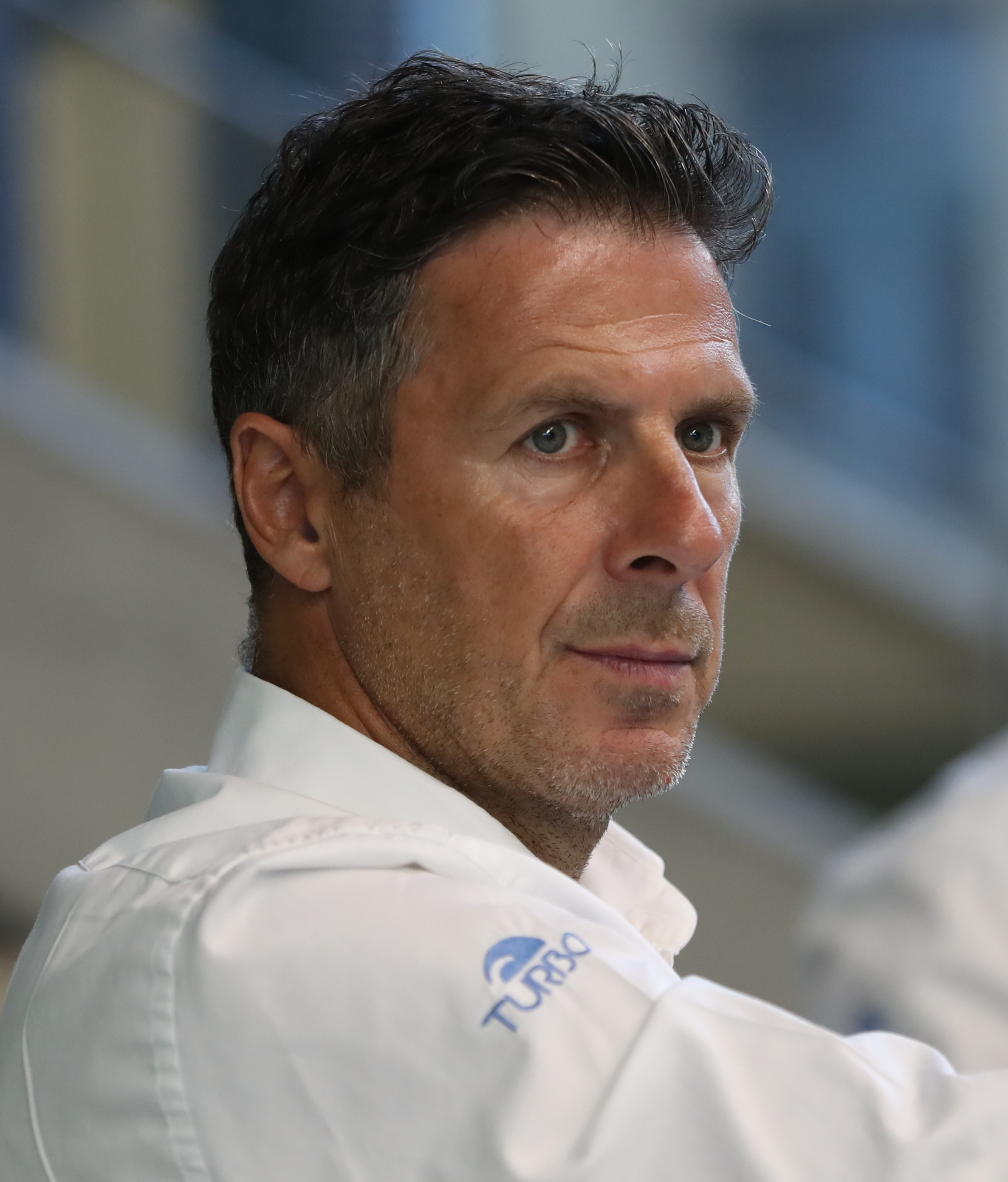

Elvis Fatović, född 8 maj 1971 i Dubrovnik, är en kroatisk vattenpolospelare och -tränare. Han ingick i Kroatiens landslag som spelare vid olympiska sommarspelen 2000 och 2004. Han var assisterande tränare då Kroatien tog OS-guld i herrarnas vattenpoloturnering 2012 i London. Sedan 2013 tränar han Australiens herrlandslag i vattenpolo.
Fatović gjorde fem mål i OS i Sydney och tio mål i OS i Aten. Kroatiens placeringar var sjua 2000 och tia 2004. Fatović tog EM-silver 2003 i Kranj.
Fatović ingick i det kroatiska laget som var tvåa i vattenpoloturneringen vid medelhavsspelen 1993.